# 소대 (군사)

NATO 병과기호 표준에 따른 아군 보병 소대 표시

소대(小隊, platoon)는 군대의 편성 단위로 분대보다는 크고, 중대보다는 작은 군대이다. 본래의 의미는 장교가 존재하지 않는 최대 규모의 부대였으나 갓 임관한 소위들의 지휘 통솔 관련 능력 배양을 하기 위해 처음에는 소대장으로 보직시켜 지휘 통솔 관련 능력을 갖추게 되면 중대장으로 승급시키게 된다. 그 때문에 소대장이 장교로 배치되는 것이다.

## 소대의 구성
통상적으로 3개 분대와 소대본부(소대장과 부소대장, 기관총 사수 및 부사수, 통신병)로 구성된다.

## 소대장
소대장은 소대를 통솔하는 지휘자이다. 소대장은 초급장교인 소위/중위급(◆/◆◆) 장교가 맡으며, 중사 이상의 부사관이 맡는 경우도 있다. 소대장은 소대원들의 특이사항을 분대장으로부터 보고받고, 이를 중대로 보고하며, 중대의 전달사항을 분대장들에게 전파한다.
이는 대한민국 국군 한정이며 서방권 군대에서는 장교와 부사관을 섞어서 보직시킨다. 중대 선임소대장만 소위/중위급 장교가 맡으며 나머지 소대의 소대장은 상사/원사급 부사관이 맡는다. 선임소대장에 한해서 장교로 보직시키는 이유는 그 장교 소대장이 중대장이 될 인원이기 때문에 인수인계 및 경험을 쌓기 위한 의도로 장교를 소대장으로 배치한다. 이 때문에 유럽의 군대에서는 장교를 처음부터 적게 선발하기 때문에 대한민국 국군의 고질병 중 하나인 장교들의 인사적체가 발생하지 않는다.

## 부소대장
부소대장은 소대장의 지휘의도를 실현하기 위해 일선 분대장들과 분대원들을 선도하는 소부대 전투의 중핵이다. 경험이 풍부하고 체력과 성량이 뛰어난 중사가 부소대장을 맡으며, 때로는 고참 하사나 중사(진)이 맡기도 한다.

## 각주

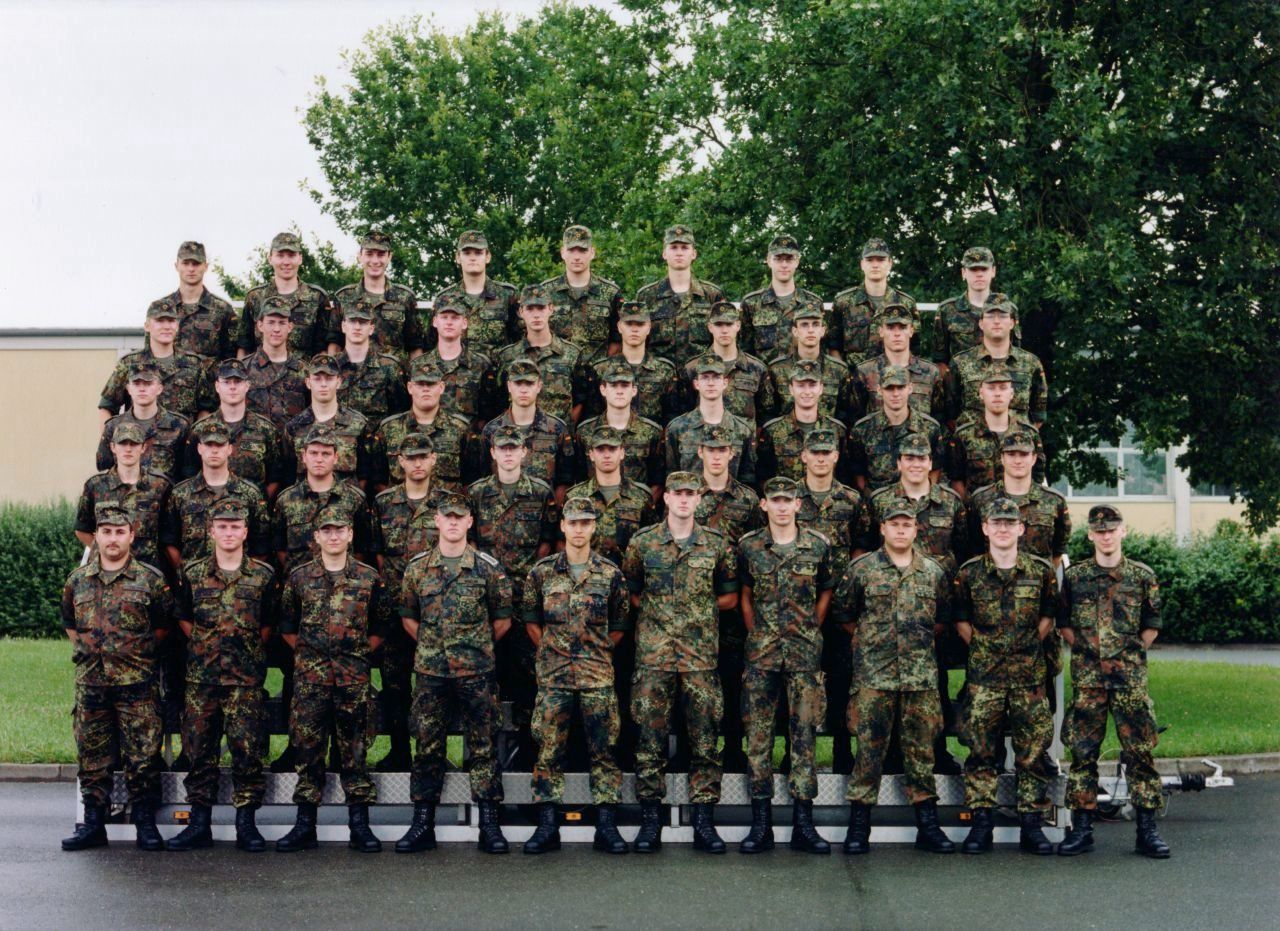
독일 육군 소대

## 같이 보기
- 군사 편제